# 엘링 홀란
엘링 브레우트 홀란(노르웨이어: Erling Braut Håland, 영어: Erling Braut Haaland, 노르웨이어 발음: [æɭɪŋ ˈhòːlɑn], 2000년 7월 21일~)은 노르웨이의 축구 선수로 포지션은 스트라이커이다. 현재 프리미어리그의 맨체스터 시티 FC와 노르웨이 축구 국가대표팀에서 활동하고 있으며 프리미어리그 단일 시즌 역대 최다 득점 기록(36득점)을 가지고 있다. 대한민국에서는 성 'Håland'의 어미 'd'를 발음한 엘링 홀란드로도 알려져 있다.
2005년 브뤼네 FK에 입단하며 축구 선수 경력을 시작했고 2015년 브뤼네의 2군팀인 브뤼네 FK 2에서 프로 선수 경력을 시작했다. 브뤼네, 몰데 FK 소속으로 뛴 뒤 2019년 1월 FC 레드불 잘츠부르크에 입단했고, 2020년 보루시아 도르트문트로 이적해 2021년 DFB-포칼 우승을 달성했다. 2022년 여름 6,000만 유로(약 904억 원)의 이적료로 맨체스터 시티 FC로 이적한 그는 맨체스터 시티에서의 첫 번째 시즌에 출전한 모든 대회에서 52득점을 기록하며 맨체스터 시티의 역사상 첫 번째 트레블 달성에 기여했다.
홀란은 축구 선수 경력에서 여러 상들을 받았고 여러 신기록들을 세웠다. 2020년 골든 보이 상을 받았고 2021년 분데스리가 시즌의 선수로 선정되었으며 2021년, 2022년, 2023년, 2024년 FIFA FIFPRO 월드 11 선수 명단에 포함되었다. 그는 프리미어리그 2022-23시즌에 프리미어리그 단일 시즌 역대 최다 득점 기록을 경신했고 프리미어리그 역사상 2, 3, 4, 5번째 해트트릭을 가장 빠르게 달성한 선수, 홈경기에서 3연속 해트트릭을 달성한 프리미어리그 역사상 첫 번째 선수, 단일 시즌에 프리미어리그 영플레이어와 시즌의 선수 두 상을 모두 수상한 프리미어리그 역사상 첫 번째 선수가 되었다. 또한 2023년 프리미어리그 골든부츠, 유러피언 골든슈, 게르트 뮐러 트로피를 수상했고 2022-23시즌 UEFA 올해의 남자 선수와 2023년 IFFHS 세계 최우수 선수, 2023년 발롱도르 2위에 선정되었다.
홀란은 노르웨이 연령별 축구 대표팀에서 활동했고 2019년 FIFA U-20 월드컵에서 한 경기에 9득점을 기록하며 대회 최다 득점자로 선정되었다. 그는 2019년 9월 노르웨이 성인 대표팀에 데뷔했고 2024년 12월 기준으로 대표팀에서 38득점을 기록하며 노르웨이 대표팀 역대 최다 득점 기록을 보유하고 있다.

## 구단 경력

### 브뤼네 FK
브뤼네 FK 아카데미에서 활동하다가 리저브팀에서 2015 시즌부터 2시즌동안 4부 리그 14경기 18골의 폭발적인 득점력으로 1군팀에 전격 합류했고 1군 합류 이후 2부 리그 16경기를 소화했다.

### 몰데 FK
2016 시즌을 마친 후 몰데 FK로 이적한 뒤 리저브팀에서는 4경기 2골을 기록했고 1군팀 승격 이후에는 2018 시즌까지 공식전 50경기 20골을 터뜨리는 맹활약으로 리그 2회 연속 준우승(2017, 2018), 2017 시즌 노르웨이컵 4강 진출 등에 공헌했다.

### 레드불 잘츠부르크
2018-19 시즌을 앞두고 오스트리아 분데스리가의 명문 레드불 잘츠부르크에 합류하여 2019년 12월말까지 공식전 27경기 29골의 놀라운 득점력을 과시하며 2018-19 시즌 더블 달성(리그 우승, 오스트리아컵 우승)에 기여했으며 특히 2019-20 시즌 리그에서 무려 16골로 득점 랭킹 2위에 올랐고 2019-20년 UEFA 챔피언스리그에서는 비록 팀은 조별리그에서 탈락했지만 6경기에서 8골을 터뜨리는 맹활약을 펼쳤다.

### 보루시아 도르트문트
2019-20 시즌이 한창 진행 중이던 2019년 12월 29일 독일 분데스리가의 명문 보루시아 도르트문트 이적 후 2021-22 시즌까지 공식전 89경기 86골의 폭발적인 득점력으로 리그 2회 준우승(2019-20, 2021-22) 분데스리가 2020-21 3위, DFB-포칼 2020-21 시즌 우승, DFL-슈퍼컵 2회 연속 준우승(2020, 2021), 2020-21년 UEFA 챔피언스리그 8강 진출 등에 기여했고 도르트문트 이적 후 2019-20년 UEFA 챔피언스리그에서 2골을 터뜨리는 등 해당 대회에서만 무려 10골을 터뜨리며 득점 랭킹 2위에 오르는 기염을 토했으며 3시즌 연속 리그에서만 10득점 이상을 올리는 등 도르트문트의 에이스로 맹위를 떨쳤다.

### 맨체스터 시티
2022년 6월 13일 잉글랜드 프리미어리그의 강호 맨체스터 시티가 공식 홈페이지를 통해 7월 1일부터 '홀란이 맨체스터 시티의 일원이 될 것'이라고 공식적으로 발표했고 그 뒤 맨체스터 시티와 5년 계약을 체결했으며 맨체스터 시티는 홀란의 이적료로 보루시아 도르트문트에 홀란의 바이아웃 금액인 6000만 유로(한화 약 808억원)를 지불했다.

#### 2022-23 시즌
2023년 4월 11일 에티하드 스타디움에서 열린 바이에른 뮌헨과의 2022-23년 UEFA 챔피언스리그 8강 1차전에서 선발로 출전해 후반 25분 왼발로 크로스를 올려 베르나르두 실바의 헤더골이자 맨체스터 시티의 두 번째 골을 어시스트했고 31분에는 존 스톤스의 머리를 통한 공중볼을 오른발로 받아 발리로 슛을 해 맨체스터 시티의 세번째 골을 만들어냈으며 요주아 키미히에게 파울을 범하며 상대팀에 직접 프리킥을 하나 제공하기도 했지만 팀의 3-0 승리와 함께 4강 진출의 유리한 고지 점령을 이끌었다.
그리고 이 경기를 통해 22-23 시즌 UEFA 챔피언스리그 11번째 득점을 기록한 것은 물론 22-23 시즌 공식전 45번째 득점을 터뜨리며 2002-03 시즌 뤼트 판 니스텔로이와 2017-18 시즌 모하메드 살라가 세운 기록을 제치고 단일 시즌에 리그 및 클럽 대항전과 컵대회를 포함한 모든 공식전에서 가장 많은 득점을 올린 프리미어리거가 되었으며이 뿐만 아니라 2023년 4월 13일에는 챔피언스리그 8강 1차전 이주의 팀에 선발되었다.
그 후 같은 해 4월 15일 에티하드 스타디움에서 열린 레스터 시티와의 프리미어리그 2022-23 31라운드(3-1 승)에서 선발로 출전해 10분 윌프레드 은디디의 핸드볼 파울로 주어진 페널티킥을 왼발로 골대 오른쪽 아래로 공을 차 성공시키며 13분 맨체스터 시티의 두 번째 골을 넣었고 24분 케빈 더 브라위너의 패스를 받아 레스터 시티의 골문을 흔들며 맨체스터 시티의 세 번째 득점을 성공시켰으며 이후 전반전이 끝난 뒤 훌리안 알바레스와 교체되었으며 경기 종료 후 플레이어 오브 더 매치에 선정되었다.
또한 이 경기에서 멀티골을 터뜨리며 리그 28경기 32골로 프리미어리그 2017-18에서 모하메드 살라가 달성한 38라운드 체제 프리미어리그 한 시즌 통산 최다골인 32골과 동률을 이루었고 프리미어리그 1993-94에서 앤디 콜, 프리미어리그 1994-95에서 앨런 시어러가 세운 42라운드 체제 프리미어리그 한 시즌 통산 최다골 34골을 2골 차로 따라잡았다.
그 후 4월 19일 알리안츠 아레나에서 열린 바이에른 뮌헨과의 2022-23년 UEFA 챔피언스리그 8강 2차전 원정 경기에도 선발 출전하여 전반 35분 상대팀 다요 우파메카노의 핸드볼 파울로 페널티킥을 얻어냈음에더 불구하고 골대 위로 공을 날려버리는 실축을 저질렀고 후반 3분에는 요주아 키미히에게 파울을 저질러 바이에른 뮌헨에 프리킥을 하나 제공했으며 후반 10분 잭 그릴리시의 패스를 패널티 박스 안에서 받아 공을 찼지만 공은 얀 조머의 정면으로 날아갔다.
그리고 후반 12분 케빈 더 브라위너의 패스를 받아 우파메카노의 태클을 제치고 바이에른 뮌헨의 오른쪽 위 골대를 흔들며 팀의 선제골을 만든 뒤 후반 39분 훌리안 알바레스와 교체되었으며이 경기에서 2021년 4월 이후 2년만에 페널티킥을 실축하긴 했으나 맨체스터 시티 소속으로 2022-23 시즌 공식전 48번째 득점을 기록했고 아울러 챔피언스리그 개인 통산 27경기만에 35호골을 기록하며 챔피언스리그 최단 기간 35호골 달성 및 최연소 35호골 달성이라는 대기록도 자신의 것으로 만들어냈으며 해당 시즌 챔피언스리그 12골로 4월 19일 기준 2022-23년 챔피언스리그의 최다 득점자 반열에 오르며 팀을 4강으로 안착시켰다.
그리고 4월 26일 에티하드 스타디움에서 열린 아스널 FC와의 리그 33라운드(4-1 승)에도 선발로 출전해 전반 6분 존 스톤스의 긴 패스를 하프라인 근처에서 받아 공을 더 브라위너에게 패스했고 더 브라위너가 아스널의 수비수들을 돌파한 뒤 아스널의 오른쪽 아래 골망을 흔들며 첫 번째 어시스트를 기록했고 전반 26분에는 카일 워커의 패스를 받아 하프라인 근처에서 더 브라위너에게 공을 패스했지만 아스널의 수비진에게 막혔고 이후 더 브라위너의 패스를 받아 골문 왼쪽 아래로 공을 찼지만 상대팀 골키퍼 애런 램스데일이 공을 오른손으로 튕겨냈으며 32분 그릴리시의 오른발 패스를 받아 골대 왼쪽에서 왼발로 공을 찼지만 램스데일이 공을 다시 막았다.
36분에는 맨시티의 역습과정에서 그릴리시의 패스를 받아 페널티 박스 안에서 왼발로 공을 찼지만 공은 골대 왼쪽으로 벗어났고 41분에는 페널티 박스 안에서 일카이 귄도안의 패스를 받아 왼발 슈팅을 날렸지만 램스데일이 공을 다리로 막았으며 후반 8분 후벵 디아스의 패스를 받아 왼발로 공을 찼지만 램스데일이 공을 다리로 막았다.
1분 뒤 더 브라위너에게 공을 패스했고 더 브라위너가 아스널의 골대 오른쪽 아래로 공을 밀어넣으며 두번째 어시스트를 기록했고 후반 48분 헤어밴드를 푼 이후 1분 뒤 필 포든의 패스를 받아 왼발로 아스널의 왼쪽 아래 골망을 흔들며 맨체스터 시티의 4번째 골을 만들었으며 이 경기에서도 1골 2도움을 기록하면서 이 경기 플레이어 오브 더 매치에 선정되었다.
또한 이 경기에서 리그 33호골을 터뜨리며 모하메드 살라를 제치고 38라운드 체제 프리미어리그 단일 시즌 역대 최다 득점자가 되었고 2023년 5월 3일 열린 웨스트햄 유나이티드와의 리그 28라운드 순연 경기에서는 후반 25분 잭 그릴리시의 패스를 받아 웨스트햄의 골문을 흔들며 22-23 시즌 프리미어리그 35번째 득점으로 앨런 시어러와 앤디 콜의 기록을 거뜬하게 제치고 프리미어리그 단일 시즌 역대 최다 득점자 반열에 오르는 기염을 토했다.

#### 2023-24 시즌
2023년도 발롱도르 후보에 올랐으나 리오넬 메시가 발롱도르 수상자가 되면서 발롱도르를 받지 못했다.

## 국가대표팀 경력

### 노르웨이 U-19 대표팀
노르웨이 U-19 대표팀 소속으로 2018년 UEFA U-19 축구 선수권 대회에 출전하여 이탈리아와의 A조 조별리그 최종전에서 득점을 기록했고 팀도 2019년 FIFA U-20 월드컵 본선 진출권이 걸린 잉글랜드와의 단판 플레이오프에서 3-0 완승을 거두며 1993년 이후 26년만에 통산 3번째 U-20 월드컵 본선 무대를 밟았다.
그리고 이듬해에 폴란드에서 열린 2019년 FIFA U-20 월드컵 본선에 출전하여 팀은 조별리그 탈락의 고배를 마셨음에도 불구하고 온두라스와의 C조 조별리그 최종전에서 무려 9골이라는 FIFA U-20 월드컵 본선 역사상 1경기 최다 득점 신기록을 경신하며 팀의 12-0 대승을 이끌었고 결국 이 대회 골든슈의 영예를 안았다. 이로 인해 가장 일찍 탈락한 팀에서 골든슈 수상자가 나오는 진기록이 나오게 했다.

### 노르웨이 A 대표팀
국가대표에서는 국가대표 소속팀인 노르웨이가 국가 대항전에서는 약체인 탓에 홀란은 매우 고생을 하면서도 계속 조기 탈락을 반복하고 있다. 홀란이 노르웨이 A대표팀에 오른 이후 UEFA 유로 2024 종료 시점까지 엘링 홀란이 본선에 진출한 대회는 아직 없다. 이는 한 때 팀 라이벌이던 훌리안 알바레스가 벌써 2022년 FIFA 월드컵 우승 트로피를 들어 올린 것과는 정말 심하게 대조되는데 이는 알바레스의 소속 국대가 세계 축구 최상위권의 팀인 아르헨티나인 반면(심지어 알바레스의 팀 동료 중 하나가 저 유명한 리오넬 메시이다.) 홀란의 소속 국대는 국가 대항전에서 별로 힘을 쓰지 못하는 노르웨이라는 것에 있다.
2019년 FIFA U-20 월드컵에서의 맹활약을 토대로 같은 해 8월 28일 성인 대표팀에 처음으로 합류했다. 9월 5일 몰타와의 UEFA 유로 2020 예선 F조 5차전에서 국제 A매치 데뷔전을 치른 뒤 2020년 9월 4일 오스트리아와의 2020-21년 UEFA 네이션스리그 B 1조 1차전에서 A매치 데뷔골을 기록했다.
같은 해 10월 9일 홈에서 열린 세르비아와의 UEFA 유로 2020 예선 플레이오프 C조 1라운드에서 팀의 예선 탈락을 지켜봐야 했지만 이틀 후 다시 홈에서 열린 루마니아와의 2020-21년 UEFA 네이션스리그 B 1조 3차전에서 A매치 데뷔 첫 해트트릭을 기록하며 4-0 승리에 기여했다.
11월 15일 루마니아와의 5차전을 앞둔 상황에서 노르웨이 대표팀 내에서 발생한 코로나19 확진자로 인해 노르웨이 정부로부터 루마니아로의 출국 금지 통보를 받으면서 결국 0-3의 몰수패로 마무리되었고 결국 팀도 3승 1무 2패·조 2위로 차기 시즌 리그 A 승격에 실패했다.
그 후 2022년 FIFA 월드컵 유럽 지역 예선에서 지브롤터전 해트트릭을 비롯해 무려 5골을 터뜨리는 활약을 펼쳤지만 결국 심각한 부상에 발목이 잡혔고 팀도 네덜란드와 튀르키예에 밀려 24년만의 월드컵 본선 진출에 실패했다.
UEFA 유로 2024 지역예선에서는 첫 경기부터 스페인에게 0-3으로 패한 뒤 조지아와 1-1로 비기고 스코틀랜드에게 1-2로 패배하면서 3위를 기록했지만 네이션스 리그에서 리그 A로 승격에 실패했는데 네이션스 리그에서 리그 A로 승격한 이스라엘이 조 3위를 하는 바람에 네이션스 리그 랭킹에서 밀리며 플레이오프 진출권을 이스라엘에게 빼앗겨서 지역예선에서 바로 탈락했다. 이 경우, 만약 이스라엘이 조 2위 이내에 들어 본선에 직행했더라면 노르웨이도 플레이오프를 통해 본선에 진출할 수 있었을 것이다. UEFA 네이션스 리그는 FIFA 월드컵 유럽 지역 예선 및 UEFA 유럽 축구 선수권 대회 지역예선에서 승격팀 중 상위 2개팀 중 하나가 탈락하게 되더라도 이를 무시하고 무조건 플레이오프로 진출시키는 룰이 있다.

## 개인사
아버지인 알프잉에 홀란 또한 노르웨이 국가대표팀 소속으로 뛴 축구 선수였다. 2000년 7월 21일 아버지 알프잉에가 리즈 유나이티드에서 활동했을 때 태어났으며 엘링 홀란 자신도 리즈 유나이티드의 서포터이기도 하다.
2남 3녀 중 차남으로, 여동생들은 이복형제이다.

## 수상

### 클럽

#### 몰데 FK
- 엘리테세리엔 : 준우승 (2017, 2018)

#### 레드불 잘츠부르크
- 오스트리아 분데스리가 : 우승 (2018-19)
- 오스트리아컵 : 우승 (2018-19)

#### 보루시아 도르트문트
- 독일 분데스리가 : 준우승 (2019-20, 2021-22)
- DFB-포칼 : 우승 (2020-21)
- DFL-슈퍼컵 : 준우승 (2020, 2021)

#### 맨체스터 시티
- 프리미어리그 : 우승 (2022-23, 2023-24)
- FA컵 : 우승 (2022-23)
- UEFA 챔피언스리그 : 우승 (2022-23)
- UEFA 슈퍼컵 : 우승 (2023)
- FIFA 클럽 월드컵 : 우승 (2023)
- FA 커뮤니티 실드 : 우승(2024), 준우승 (2022, 2023)

### 개인
- 엘리테세리엔 신인상 : 2018
- 오스트리아 축구 올해의 선수 : 2019
- 오스트리아 분데스리가 올해의 선수 : 2019-20
- 독일 분데스리가 올해의 선수[17] : 2020-21
- 독일 분데스리가 올해의 팀[17] : 2020–21, 2021–22
- 독일 분데스리가 이 달의 선수 : 20년 1월, 20년 11월, 21년 4월, 21년 8월
- 독일 분데스리가 이 달의 루키 : 20년 1월, 20년 2월
- 독일 분데스리가 이 달의 득점 : 21년 9월
- VDV 올해의 팀[18] : 2019-20, 2020-21, 2021-22
- 키커 분데스리가 올해의 팀[19] : 2020-21, 2021-22
- PFA 올해의 팀 : 2022-23, 2023-24
- PFA 올해의 선수 : 2022-23
- FWA 올해의 선수 : 2022-23
- 프리미어리그 득점왕 : 2022-23[20], 2023-24
- 프리미어리그 올해의 선수[21] : 2022-23
- 프리미어리그 올해의 영플레이어 : 2022-23
- 프리미어리그 이 달의 선수 : 22년 8월, 23년 4월
- UEFA 올해의 선수 : 2022-23
- UEFA 챔피언스리그 득점왕 : 2020-21, 2022-23, 2023-24
- UEFA 챔피언스리그 최우수 공격수 : 2020-21
- UEFA 챔피언스리그 시즌의 스쿼드 : 2020-21, 2022-23
- UEFA 챔피언스리그 Breakthrough XI : 2019
- UEFA 네이션스리그 B 득점왕 : 2020-21, 2022-23
- 발롱도르 2위 : 2022-23
- 유로피언 골든슈 : 2022-23
- FIFA U-20 월드컵 득점왕 : 2019
- FIFPRO 월드 베스트 XI : 2021, 2022
- ESM 올해의 팀 : 2019-20, 2022-23
- IFFHS 올해의 팀 : 2022
- 노르웨이 올해의 축구선수 : 2020, 2021, 2022
- 노르웨이 올해의 운동선수 : 2020
- 맨체스터 시티 올해의 선수 : 2022-23
- 크닉센 명예상 : 2020
- 골든 보이 : 2020
- 게르트 뮐러 트로피 : 2023